# Incidente de Paranaguá
O Incidente de Paranaguá foi uma batalha naval travada entre o cruzador inglês HMS Cormorant e a Fortaleza de Nossa Senhora dos Prazeres de Paranaguá no dia 1 de julho de 1850.

## História

### Antecedentes
Os parceiros comerciais Brasil e Inglaterra tinham um ponto conflitante quando o assunto era tráfico negreiro. A Inglaterra era totalmente contra a prática enquanto os políticos brasileiros, em concordância com os fazendeiros, procuravam ganhar tempo quando o assunto era a extinção deste comércio. Acordos já existiam, porém, sua aplicação era, de certa maneira, não executada na costa brasileira.
A resposta britânica veio através do seu parlamento  que aprovou a lei Bill Aberdeen dando totais poderes à Royal Navy para reprimir o tráfico negreiro. Os navios de Sua Majestade cumpriram com determinação e rigor esta ordem.  Para a costa brasileira algumas naus britânicas, baseadas no Rio da Prata, foram orientadas a intensificar esta atuação no início de 1850.
Entre outros navios, dois se destacaram nestes serviços: O HMS Cormorant e o HMS Rifleman. Ambos entraram em conflito com a comunidade civil tendo baixas fatais em suas guarnições.

### Batalha do Cormorant
O HMS Cormorant com as suas novas instruções recebidas no início do ano de 1850 que consistiam em intensificar o patrulhamento e atuar fortemente na repressão ao tráfico humano na costa brasileira, bem como todo o atlântico sul, cruzou, na altura do litoral paranaense, o caminho de alguns navios brasileiros com fortes indícios de transporte de tráfico negreiro. Os navios brasileiros não obedeceram a ordem de inspeção da nau inglesa e tomaram rumo a cidade portuária de Paranaguá.
No sábado, 29 de junho de 1850, o cruzador inglês adentrou a baia de Paranaguá em perseguição a três brigues e uma galera. No porto já se encontrava outras barcas. Neste dia o capitão inglês aprisionou os brigues Donna Ana e o Sereia e a galera Campeadora. Para não ser aprisionado o capitão do brigue Astro, José Francisco do Nascimento, afundou o seu navio.
Neste mesmo dia houve uma manifestação por parte do guarda-mor da alfândega de Paranaguá o sr. Francisco Pinheiro que visitou o capitão Hubert Schumberg no tombadilho do Cormorant e discutiram sobre os fatos ocorridos na baia. Nesta visita o capitão inglês apresentou um ofício relatando seus atos às autoridades locais, porém, o coronel Manuel Antônio Guimarães, comandante da Guarda Nacional, o delegado de polícia, José Francisco Barroso e o juiz municipal dr. Filastro Nunes Pires recusaram-se a receber o documento.
A comunidade parnanguara ficou indignada com o desfecho que o capitão inglês daria aos navios brasileiros e alguns jovens destemidos resolveram tomar uma atitude em nome da soberania nacional. Manuel Ricardo Carneiro, Caetano José de Souza, Bento Antonio de Menezes, José Cardenes do Amaral, Joaquim Caetano de Souza Ferreira, entre outros, acompanhados das tripulações dos navios arrestados, desembarcaram no domingo pela manhã na Ilha do Mel e em entendimento com o comandante da fortaleza, capitão Joaquim Ferreira Barbosa, fizeram os preparativos para o enfrentamento. Com uma artilharia básica e que entrou em combate pela última vez no ano de 1839 quando repeliu forças farroupilhas que tentaram capturar naus no porto, os moradores, juntamente com as tripulações e a pequena guarnição da fortaleza, conseguiram montar dez peças sobre paus e pedra.
Ao aparecer o Cormorant rumo à barra na manhã de segunda-feira dia 1 de julho de 1850 e trazendo consigo as três naus brasileiras, o comandante da fortaleza fez seguir ao seu encontro um escaler, cuja finalidade era a de entregar um ofício ao capitão inglês. Os ternos deste ofício faziam menção de que o cruzador de guerra deveria seguir viagem sem os navios apreendidos, deixando este em poder das autoridades locais e na desobediência deste ofício a fortaleza faria fogo ao vapor da Royal Navy. O próprio comandente da fortaleza da Ilha do Mel assinara o documento. O ofício nunca foi entregue, pois o escaler, com o sargento da Guarda Nacional Tomaz José de Oliveira, foi repelido com tiro de pólvora seca pelo Cormorant. Ao mesmo tempo do disparo ao escaler a fortaleza revidou com um tiro e novamente o Cormorant fez fogo, agora para a ilha, sendo alvejada por várias bombas de calibre 80 e balas 36. A guarnição da Ilha do Mel fez novos disparos, agora com todas as peças da fortaleza e nos 30 minutos que se seguiram houve o confronto entre a artilharia brasileira na fortaleza e os seis canhões do cruzador HMS Cormorant.
A batalha só terminou quando os canhões da fortaleza da barra já não tinham eficácia no alcance ao cruzador inglês.
O HMS Cormorant teve danos consideráveis e duas baixas, uma fatal e outro na enfermaria durante toda a viagem rumo a Africa. No combate o Cormorant ficou limitado em suas manobras decorrente ao reboque das naus brasileiras.
No lado brasileiro os danos foram mínimos fisicamente e apenas feridos leves.
Para o reparo no Cormorant o capitão Hubert levou o cruzador na enseada das conchas e concentrou-se na popa e na pá de bombordo, locais com sérias avarias. Demais danos seriam reparados em terra firme. Neste mesmo local o capitão Schumberg incendiou as brigues Donna Ana e o Sereia e montou tripulação para a galera Campeadora que tomou rumo ao norte, acompanhando o cruzador até a Africa, mais precisamente, em Serra Leoa.
Os atos ocorridos na baía de Paranaguá acirraram os ânimos britânicos que exigiram uma reparação formal do governo brasileiro.
Dois meses após o incidente, foi aprovado à lei Eusébio de Queiros que extinguia o tráfico negreiro no Brasil e a Marinha Brasileira acompanharia a Royal Navy no patrulhamento da costa brasileiras, porém, na prática o tráfico continuou por longos anos até a sua extinção total.